# Hasselfors
Hasselfors – miejscowość (tätort) w Szwecji, w regionie administracyjnym (län) Örebro, w gminie Laxå.
Według danych Szwedzkiego Urzędu Statystycznego liczba ludności wyniosła: 421 (31 grudnia 2015), 420 (31 grudnia 2018) i 408 (31 grudnia 2019).